# 신디 마골리스

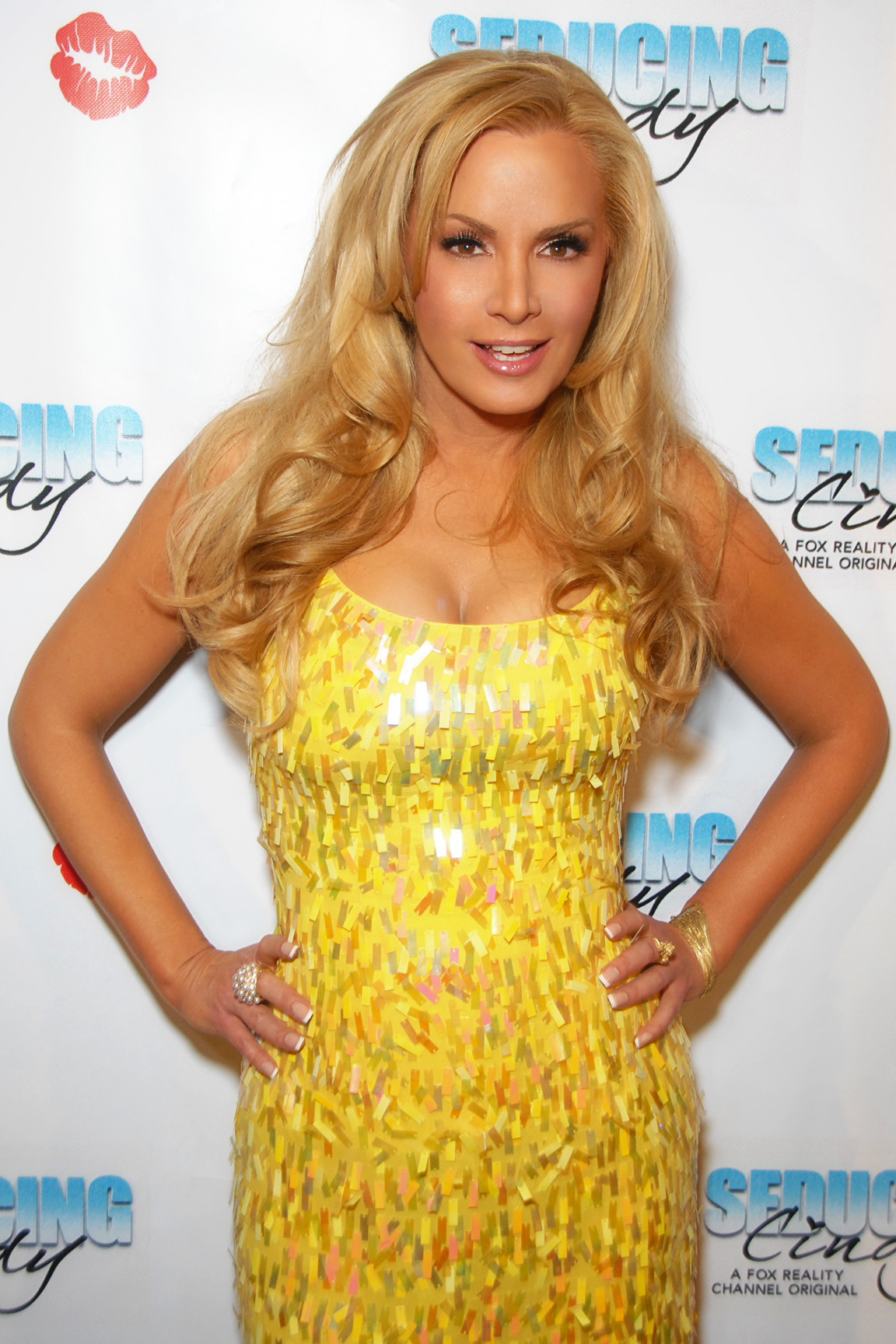

신디 마골리스(Cindy Margolis, 1965년 10월 1일 ~ )는 미국의 모델, 플레이메이트, 배우이다.
로스앤젤레스에서 태어났다.

## 출연 작품

### 영화
- Shape-Up for Sensational Sex (1985)
- 마이너스 제로 (1996, Earth Minus Zero)
- 오스틴 파워: 제로 (1997)

### 텔레비전
- WWE 스맥다운 (1999) - 본인